# جان لاک (لاست)
جان لاک (به انگلیسی: John Locke) نام شخصیّت خیالی مجموعه تلویزیونی لاست محصول کانال ای‌بی‌سی آمریکا است. نقش این شخصیت را تری اوکوئین بازیگر برنده جایزه امی بازی کرده‌است.
لاک اولین فردی است که به خاص بودن جزیره پی می‌بَرَد و به این اعتقاد پیدا می‌کند که آمدن آنها به جزیره دلیل خاصی داشته که این عقاید همیشه با مخالفت جک همراه می‌شود.
لاک در فصل اول تلاش می‌کند به افراد همراهش کمک کند تا زندگی بهتری داشته باشند چارلی را وادار به ترک اعتیاد می‌کند سعی در بهبود رابطهٔ مایکل و پسرش دارد و به بون کمک می‌کند از فکر خواهر ناتنی خود خارج شود. بون کم‌کم به همراه همیشگی لاک تبدیل می‌شود و این دو به‌طور اتفاقی دریچه را پیدا می‌کنند. همچنین نام وی با نام جان لاک فیلسوف معروف انگلستانی یکی می‌باشد. این شخصیت حرفهای نیمه‌فلسفی زیادی می‌زند.

## زندگی

### قبل از سقوط
لاک در زندگی گذشته خود در پرورشگاه بزرگ شده و در سنین بزرگ‌سالی هنگامی که پدر خود را پیدا می‌کند با او دوست می‌شود و پس از مدتی کلیه خود را به وی اهدا می‌کند ولی پدرش پس از آن فرار می‌کند و وقتی جان به دنبال او می‌رود و سعی دارد جلو کلاه‌برداری‌های او را بگیرد پدرش او را از طبقهٔ ۸ ساختمان به پایین می‌اندازد ولی نجات پیدا کرده و توانایی راه رفتن خود را از دست می‌دهد.

### بعد از سقوط
پس از سقوط هواپیما به جزیره او دوباره توانایی راه رفتن خود را باز میابد. او به خاطر متقاعد کردن برگشتن آنان که جزیره را ترک کردند جزیره را ترک می‌کند. وی موفق نمی‌شود هیچ‌کدام از آنان را راضی به بازگشت جزیره کند و سرانجام بن او را می‌کشد. به هر حال جنازه او در تابوت به جزیره برگردانده می‌شود و دود سیاه خود را به شکل جان درمی‌آورد.

### زندگی بعدی
لاک خلبان است. در اولین پرواز خود پدرش را که از هواپیما هراس دارد سوار هواپیما می‌کند و به پدرش می‌گوید که به او اعتماد کند. اما هواپیما او سقوط می‌کند و لاک توانایی راه رفتن را از دست می‌دهد و پدرش نیز صدمه میبند. اما لاک در ادامه با جک آشنا می‌شود و جک با عمل جراحی به لاک کمک می‌کند که دوباره راه برود.